# Кілларні
Кілларні (англ. Killarney; ірл. Cill Airne) — місто в Ірландії, в графстві Керрі (провінція Манстер). Розташоване на південному заході країни, поряд з однойменним озером. Населення — 14 603 особи.

## Історія
Місто було засноване на початку XVII століття, проте в середині того ж століття війська Олівера Кромвеля зруйнували поселення, і по-справжньому місто знову відбудовувалося вже у XVIII столітті.
Переможець Irish Tidy Towns Competition 2011 року.